# پالم (سیستم‌عامل)

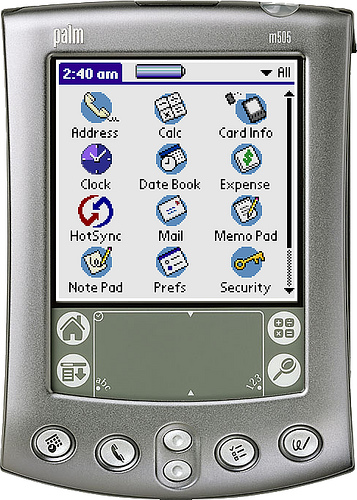
پالم505 با سیستم عامل پالم 4

سیستم‌عامل پالم یا سیستم‌عامل گارنت یک سیستم‌عامل است که در سال ١٩٩٦ به وسیله شرکت پالم برای دستیار دیجیتال شخصی پالم توسعه داده شد. این سیستم عامل با هدف آسان نمود ن ارتباط کاربر از طریق نمایشگر لمسی با رابط گرافیگی طراحی گردید. این سیستم‌عامل، برنامه‌های شخصی ابتدایی و مدیریتی را فراهم می‌نمود. نسخه‌های بعدی این سیستم‌عامل بر روی گوشی‌های هوشمند توسعه داده شدند.

## تاریخچه
نسخه ۱.۰ سیستم‌عامل پالم، توسط jeff Howkins برای استفاده در pdaها به وسیلهٔ US Robotics تهیه شد. برای pilot اصلی ۱۰۰۰٬۵۰۰۰ ونسخه ۲. ۰ برای palm pilot شخصی و پیشرفته.
با وارد شدن palm III نسخه ۳. ۰ از سیستم‌عامل با بالا بردن با اومردن درجه و با رهاکردن نسخه‌های ۳. ۱و۳. ۳و۳. ۵و اضافه کردن پشتیبانی برای رنگ و چندین پورت افزایشی و پردازشگرهای جدید و قابلیتهای زیاد دیگر.
برنامه‌های روی سیستم‌عامل palm به صورت آیکن نمایش داده می‌شوند، برنامه‌های داخل سیستم‌عامل palm به صورت لیست نیز می‌توانند به نمایش دربیایند.
نسخه چهار با سری ام ۵۰۰ به جریان افتاد و بعد در دسترس قرارداده شد و با بهینه کردن برای سختافزار قدیمی.
و اضافه کرد یک ارتباط استاندارد برای دسترسی خارجی FS (شبیه کارت SD) و بهبود دادن دفترچه راهنما ی تلفن، امنیت و بهبودپذیر بودن UI
نسخه ۵ تولید شده با tungsten T اولین نسخه‌ای بوی که از ابزار arm حمایت می‌کرد
کاربردهای palm در یک محیط رقابتی به نام محیط سازگاری palm اجرا شده اند(pace) اجازه داد که با برنامه‌های دیمی سازگار شود حتی با افزایش بالای pace کاربردهای palm معمولاً در قطعات arm نسبت به سخت‌افزاری که قبلاً تو لید شده بود سریعتر کار می‌کرد.
نرم‌افزارهای جدید می‌توانستند که از پردازشگرهای arm سود ببرند با pnd native) pace) و بخش کوچکی از arm.
آن همچنین در آن زمان وقتی palm شروع به مجزا کردن سخت‌افزار و نرم‌افزارش کرد و تلاش سیستم‌عامل، عاقبت به دو کمپانی تبدیل شد: (سیستم‌عامل) PalmSource,Ine و(سخت‌افزار) palmOne,Ine.
PalmSource,Ine: سیستم‌عامل Palm Cobalt(همچنین با نام دیگر palm 6) در سال ۲۰۰۳، اجازهٔ بهبود بخشیدن پشتیبانی‌های چند رسانه‌ای در امتداد کار بردهای اصلی ARM.
PalmSource,Ine: در سپتامبر ۲۰۰۴ سیستم‌عامل Palm Cobalt 6. ۱، به روز شده را ارائه کرد.
چهرهٔ جدید سیستم‌عامل پشتیبانی‌های خود را برای یک نوع از کیفیت تصویر Panelهای LCD و طراحی مجدد ترکیب‌کننده تلفنی هدایت شونده با یک دست، و استفاده وسیع از تمامی کاربردهای فونت‌های بالا رفتنی.
بطوریکه در فوریهٔ ۲۰۰۵ محصولات سخت‌افزاری سیستم‌عامل Palm Cobalt را اجرا نمی‌کردند.
نسخه‌های بعدی از سیستم‌عامل Palm از اجرای بالای هسته لینوکس پشتیبانی خواهد کرد (و این با اضافه کردن هسته عرف و جاریس محقق خواهد شد).
با توجه به Palm Source China Mobile Soft.
برنامه‌های کاربردی ساخته شده برای سیستم‌عامل Palm :
سیستم‌عامل Palm این اجازه را می‌دهد که معین شود کدام یک از کاربردها شامل ابزارهای سیستم‌عامل palm شان هستند. طبق این مجوز همچنین می‌توان کاربردها را انتخاب کرد.